# Lenggahsari
Lenggahsari is een bestuurslaag in het regentschap Bekasi van de provincie West-Java, Indonesië. Lenggahsari telt 9084 inwoners (volkstelling 2010).